# Смит, Мишель
Мишель Смит (англ. Michelle Smith, в замужестве Мишель де Брюин (англ. Michelle de Bruin), род. 16 декабря 1969 года) — ирландская пловчиха. Трёхкратная олимпийская чемпионка, многократная чемпионка Европы. Закончила карьеру в 1998 году после дисквалификации из-за применения допинга. Несмотря на дисквалификацию, олимпийские медали, завоёванные Мишель Смит ранее, остались за ней. Одна из 6 олимпийских чемпионов в истории Ирландии, первая женщина из Ирландии, выигравшая олимпийское золото, и единственная 3-кратная чемпионка.

## Биография
Родилась в городе Раткул, графство Южный Дублин. Первым большим стартом пловчихи стали Олимпийские игры 1988 года в Сеуле. Дебют оказался неудачным, Смит приняла участие в заплывах на 4 дистанциях, однако нигде не смогла отобраться в финал. Также неудачно для неё сложились и  Игры в Барселоне 1992 года, где она вновь ни разу не попала в финал.
После барселонских Игр Смит начал тренировать голландский легкоатлет Эрик де Брёйн, выступавший в метании диска и толкании ядра, за которого Мишель Смит впоследствии вышла замуж. В 1993 году де Брёйн был дисквалифицирован за употребление допинга.
На следующих  Играх в Атланте 1996 года Мишель Смит стала одной из самых титулованных спортсменок, трижды выиграв золотую медаль — на обеих комплексных дистанциях и на 400-метровке вольным стилем. Также она стала третьей на 200 метрах баттерфляем.
Неожиданный всплеск результатов доселе не слишком успешной спортсменки и испорченная из-за допинговой дисквалификации репутация её мужа и тренера привели к тому, что Смит начали подозревать в использовании запрещённых препаратов. Американская пловчиха Джанет Эванс прямо обвинила Смит на пресс-конференции в употреблении допинга, однако результаты олимпийских тестов это не подтвердили.
Через два года в допинг-пробе Смит были обнаружены большие количества алкоголя. Возникло подозрение, что таким образом спортсменка маскировала наличие в пробе запрещённого вещества. Смит-де Брёйн была дисквалифицирована на 4 года. Апелляция Смит рассматривалась в международном спортивном арбитражном суде, однако в ходе слушаний были обнародованы результаты ещё нескольких анализов 1997 и 1998 годов, которые показали наличие запрещённого стероида андростендиона. Арбитражный суд подтвердил 4-летнюю дисквалификацию, после чего Смит ушла из спорта. Поскольку не удалось доказать применение пловчихой запрещённых препаратов на Олимпиаде в Атланте, выигранные ею медали не были отобраны.